# Big Den Mountain
Big Den Mountain är ett berg i Kanada.   Det ligger i provinsen British Columbia, i den sydvästra delen av landet, 3 700 km väster om huvudstaden Ottawa. Toppen på Big Den Mountain är 1 774 meter över havet, eller 626 meter över den omgivande terrängen. Bredden vid basen är 11,2 km.
Terrängen runt Big Den Mountain är huvudsakligen bergig.Trakten runt Big Den Mountain är nära nog obefolkad, med mindre än två invånare per kvadratkilometer.. Det finns inga samhällen i närheten. 
I omgivningarna runt Big Den Mountain växer i huvudsak barrskog.